# مرقد حسن
مرقد حسن (بالفارسية: امامزاده سید حسن) أو قبر مير أباد (بالفارسية: مزار میرآباد) هو مرقد شيعي تاريخي يعود إلى القاجاريون، ويقع في مقاطعة خليل أباد، مير أباد.